# Blasterjaxx
Blasterjaxx è un gruppo musicale di Electro House composto dai due dj olandesi Thom Jongkind ed Idir Makhlaf.

## Storia del gruppo

### Il successo
I Blasterjaxx sono arrivati al successo grazie a molte case discografiche di musica dutch, come la Defected Records, la Universal, la Dirty Dutch Records e la G-Rex. Sono inoltre stati appoggiati da dj di fama internazionale come: Hardwell, W&W, Sidney Samson, Gregor Salto, Franky Rizardo, Vato Gonzalez e molti altri.
Nel 2011, il loro bootleg del tormentone Hello di Martin Solveig, fece scalpore a livello nazionale. Il remix fu ascoltato più di un milione di volte.
Nel 2012 i Blasterjaxx producono il loro primo EP "Reborn" con D-Rashid. All'interno erano presenti le due tracce Reborn e Where we go. Fu allora che Laidback Luke decise di sponsorizzare attraverso la sua etichetta, la Mixmash Records, le due produzioni. A dicembre le tracce furono pubblicate e in una settimana entrambe erano nelle Beatport Electro Charts Top 100, rispettivamente al 14º posto (Where we go) e al 16º posto (Reborn). In più il loro EP si classificò primo nella Beatport Top 100 Releases, grazie anche all'appoggio di produttori come: Tiësto, Laidback Luke, Diplo, Steve Aoki, Dada Life, Robbie Rivera e altri.
Nel 2013, dopo aver pubblicato l'EP Koala con il label Ones To Watch (che conteneva le tracce Griffin, Koala e Miami) e il singolo Loud & Proud in collaborazione con Billy The Kit, firmano per la Musical Freedom, label ufficiale di dj Tiësto. Inoltre hanno partecipato a Tomorrowland 2013.
Nel settembre dello stesso anno esce "Fifteen (Hardwell Edit)" che raggiunge la vetta nella "Beatport Top 100"; successivamente altri loro singoli raggiunsero un buon successo tra cui "Snake", il remix della famosa hit "Tsunami" di DVBBS & Borgeous e il remix di "World In Our Hands" di Quintino e Alvaro.
Il 19 ottobre 2013 sono entrati per la prima volta nella classifica dei 100 dj più famosi del 2012-2013 (Top100Djs) stilata dalla rivista DjMag, piazzandosi in 71ª posizione.
Nel 2014 raggiungono nuovamente il primo posto nella "Beatport Top 100" con il singolo "Mystica" uscito sull'etichetta Revealed Recordings e con il successivo remix di "Save My Night" il successo autunnale di Armin Van Buuren. Riescono ad avere un ottimo successo anche con i singoli "Titan" (prodotto insieme al dj emergente Badd Dimes) e "Astronaut" (realizzato con un altro dj emergente, Ibranovski).
A marzo dello stesso anno, Blasterjaxx si sono esibiti sul palco del Mainstage degli Ultra Music Festival di Miami, suonando molte nuove canzoni esclusive tra cui "Echo", il loro nuovo singolo uscito poche settimane dopo sull'etichetta Protocol Recordings.
Il 21 aprile esce un loro nuovo singolo, "Rocket" collaborazione con il duo olandese W&W canzone suonata sempre agli UMF di Miami sia da W&W che da Hardwell che ha utilizzato questa canzone per concludere il suo set.
Il 15 luglio 2014 raggiungono un milione di fan su facebook, per festeggiare tale traguardo decidono di pubblicare gratuitamente la loro canzone "Vision" due giorni dopo.
Dopo la nuova classifica top 100 di dj mag, i blasterjaxx (arrivati al 13º posto) hanno deciso di ringraziare i loro fan e sostenitori pubblicando una loro nuova canzone appunto chiamata "lucky number 13".
Nel mese di agosto fondano la loro etichetta discografica, affiliata alla Spinnin' Records, chiamata Maxximize Records, come l'omonimo radioshow.
Verso la fine del 2015, Idir è costretto per motivi di salute a ritirarsi dagli show, lasciando questi al collega Thom ma continuando insieme le loro produzioni.

### Stile
I Blasterjaxx producono prettamente Big Room, Progressive House e Hardstyle. Nel 2017 hanno sperimentato anche qualche traccia Future Bass.

## Discografia

### Singoli
- 2010: Blasterjaxx - La Vaca
- 2010: Blasterjaxx - Get Down
- 2010: Blasterjaxx - Bambu
- 2010: Blasterjaxx - Kingston (feat. Royal Flavour)
- 2010: Blasterjaxx - Afrika
- 2010: Blasterjaxx - Like Thiz
- 2011: Blasterjaxx - Blossom
- 2011: Blasterjaxx - Dopenez Anthem
- 2012: Blasterjaxx - Devotion
- 2012: Blasterjaxx - Bomberjack
- 2012: Blasterjaxx - Faya
- 2012: Blasterjaxx - Toca Flute
- 2012: Blasterjaxx feat. D-Rashid - Where We Go
- 2012: Blasterjaxx feat. D-Rashid - Reborn
- 2013: Blasterjaxx - Griffin
- 2013: Blasterjaxx - Koala
- 2013: Blasterjaxx - Miami
- 2013: Blasterjaxx - Bermuda
- 2013: Blasterjaxx & Dave Till - Rock Like This
- 2013: Blasterjaxx feat. Billy The Kit - Loud & Proud
- 2013: Blasterjaxx - Faith
- 2013: Blasterjaxx - Fifteen (Hardwell Edit)
- 2013: Quintino & Blasterjaxx - Puzzle
- 2013: Yves V & Blasterjaxx - That Big
- 2013: Blasterjaxx - Our Soldiers [Free Download]
- 2013: Blasterjaxx - Snake
- 2014: Blasterjaxx - Mystica
- 2014: Blasterjaxx & Badd Dimes - Titan
- 2014: Blasterjaxx - Mystica (Werewolf)
- 2014: Blasterjaxx & Ibranovski - Astronaut
- 2014: Blasterjaxx - Echo
- 2014: W&W & Blasterjaxx - Rocket
- 2014: Blasterjaxx - Vision [Free Download]
- 2014: Blasterjaxx - Legend Comes To Life
- 2014: Blasterjaxx - Gravity
- 2014: Blasterjaxx - Lucky Number 13 [Free Download]
- 2014: Blasterjaxx feat. Courtney Jenae - You Found Me
- 2015: Blasterjaxx & DBSTF feat. Rider - Beautiful World
- 2015: Blasterjaxx feat. Rosette - No Place Like Home
- 2015: Blasterjaxx & Justin Prime - Push Play [Free Download]
- 2015: Blasterjaxx feat. Courtney Jenae - Forever
- 2015: W&W & Blasterjaxx - Bowser
- 2015: Blasterjaxx & MOTi feat. Jonathan Mendelsohn - Ghost In The Machine
- 2015: Blasterjaxx - Heartbreak
- 2016: Blasterjaxx & DBSTF - Parnassia
- 2016: Boostedkids - Get Ready (Blasterjaxx Edit)
- 2016: Blasterjaxx & Breathe Carolina - Soldier
- 2016: Blasterjaxx - Silmarillia
- 2016: Blasterjaxx & DBSTF feat. Go Comet - Hit Me
- 2016: Hardwell & Blasterjaxx - Going Crazy
- 2016: Blasterjaxx - Big Bird
- 2016: Blasterjaxx & Marnik - Heart Starts To Beat
- 2016: Blasterjaxx - No Sleep
- 2017: Blasterjaxx - Collide (ft. David Spekter)
- 2017: Blasterjaxx - Move (ft. Mister Blonde)
- 2017: Blasterjaxx - Black Rose (ft. Johnatan Mendels)
- 2017: Blasterjaxx - Savage
- 2017: Blasterjaxx & Tom Swoon - All I Ever Wanted
- 2017: Blasterjaxx - Bizarre (ft. Uhre)
- 2017:  Blasterjaxx - Malefic
- 2017: Blasterjaxx & Timmy Trumpet - Narco
- 2017: Blasterjaxx - Follow
- 2018: Blasterjaxx & Olly James - Phoenix
- 2018: Blasterjaxx - 1 Second
- 2018: Blasterjaxx - Rio
- 2018: Blasterjaxx & Bassjackers - Switch
- 2018: Blasterjaxx & Hardwell - Bigroom Never Dies
- 2019: Blasterjaxx & W&W - Let The Music Take Control
- 2019: Blasterjaxx - Monster (ft. Junior Funke)
- 2019: Blasterjaxx & Olly James - Life Is Music
- 2020: Blasterjaxx - MTHFCKR
- 2020: Blasterjaxx feat. Jamez - Party All Week
- 2020: Blasterjaxx & ASCO feat. Norah B. - Alive
- 2020: Blasterjaxx - Phantasia
- 2020: Blasterjaxx & Armin Van Buuren - Tarzan
- 2020: Blasterjaxx & Shiah Maisel - One More Smile
- 2020:  Blasterjaxx -  Legion
- 2020: Blasterjaxx -  Rescue Me (feat. Amanda Collis)
- 2020: Blasterjaxx -  Wild Ride (feat. Henao)
- 2020: Blasterjaxx & Zafrir -  Zurna
- 2020: Blasterjaxx -  Bodytalk (STFU) (con Raven & Kreyn)
- 2020: Blasterjaxx -  Rise Up
- 2020: Blasterjaxx & Tony Junior -  Jingle Bell Rock
- 2021: Blasterjaxx & Gabry Ponte - Golden (feat. RIELL)
- 2021: Blasterjaxx & Jebroer - Symphony
- 2021: Blasterjaxx & Dr Phunk - Here Without You
- 2021: Blasterjaxx - Rulers Of The Night (10 Years) (feat. RIELL)
- 2021: Blasterjaxx - Make It Out Alive (feat. Jonathan Mendelsohn)
- 2021: Blasterjaxx & Mariana BO - Dreams (feat. LUISAH)
- 2021: Blasterjaxx - Our World (feat. Daniele Sorrentino)
- 2021: Blasterjaxx - Speaker Slayer
- 2021: Blasterjaxx & Zafrir - Flying Dutchman
- 2021: Blasterjaxx - Liberty (feat. Heleen)
- 2021: Blasterjaxx - Hard Rave
- 2021: Blasterjaxx & KEVU - Unchained
- 2021: Blasterjaxx & Blackcode - Breath Again (feat. Robbie Rosen)
- 2021: Blasterjaxx vs. Harris & Ford - Bassman
- 2021: Blasterjaxx & Dr Phunk - Insomniacs (feat. Maikki)
- 2021: Blasterjaxx - Saga (feat. Junior Funke)
- 2021: Blasterjaxx - Moonlight Sonata Festival I - Beethoven Remixed
- 2021: Blasterjaxx & Cuebrick - Squid Play
- 2021: Blasterjaxx & W&W - Dynamite (Bigroom Nation)
- 2021: Blasterjaxx - God Mode (feat. RIELL)
- 2021: Blasterjaxx - Frozen Fire
- 2021: Blasterjaxx - The Crown (feat. Melissa Bonny)
- 2021: Blasterjaxx - Braveheart
- 2021: Blasterjaxx - Rabbit Hole (con Raven & Kreyn)

### Remix
- 2010: Corbino - La Musica (Blasterjaxx Remix)
- 2011: Merlin Milles - Take A Bow (Blasterjaxx Remix)
- 2011: Carlos Barbosa - Come On (Blasterjaxx Remix)
- 2011: Martin Solveig - Hello (Blasterjaxx Dutch Afro Remix)
- 2011: Rob Boskamp - Born To Do This (Blasterjaxx Remix)
- 2012: D-Rashid & Tyrah Morena - Seu Amigo (Blasterjaxx Remix)
- 2013: Tom Staar - Kingdom (Blasterjaxx Remix)
- 2013: Junior Rodgers feat. Jemell - Touch Your Fire (Blasterjaxx Remix)
- 2013: Tiësto - Adagio For Strings (Blasterjaxx Remix)
- 2013: Mind Electric - Scream (Blasterjaxx Remix)
- 2013: Tiësto, Quintino & Alvaro - United (Tiësto and Blasterjaxx Remix)
- 2013: Manuel Galey - Show Me (Blasterjaxx Remix)
- 2013: Junior Rodgers - Vamos De Rumba (Blasterjaxx Remix)
- 2013: DVBBS & Borgeous - Tsunami (Blasterjaxx Remix)
- 2013: Laidback Luke & Dimitri Vegas & Like Mike - MORE (Blasterjaxx Remix)
- 2013: Kato & Safri Duo feat. Bjornskov - Dimitto (Let Go) (Blasterjaxx Remix)
- 2013: Tiësto feat. BT - Love Comes Again (Blasterjaxx Remix)
- 2013: Quintino & Alvaro - World In Our Hands (Blasterjaxx Remix)
- 2013: Pascal & Pearce ft. LCNVL - Desperado (Blasterjaxx Remix)
- 2014: Armin Van Buuren - Save My Night (Blasterjaxx Remix)
- 2014: Jack Eye Jones - Far East (Blasterjaxx Remix)
- 2014: David Guetta & Avicii Feat. Sam Martin - Lovers On The Sun (Blasterjaxx Remix)
- 2015: Carly Rae Jepsen - I Really Like You (Blasterjaxx Remix)
- 2016: Steve Aoki ft. Sherry St. Germain - Heaven On Earth (Blasterjaxx Remix)
- 2016: Inna - Hot (Blasterjaxx Remix)
- 2016: Daddy Yankee - Gasolina (Blasterjaxx Remix)
- 2017: Dimitri Vegas & Like Mike vs Diplo ft. Deb.s Daughter - Hey Baby (Blasterjaxx Remix)
- 2018 Vigiland ft. Alexander Tidebrink - Be Your Friend (Blasterjaxx Remix)
- 2019 Armin Van Buuren - Lifting You Higher (Blasterjaxx Remix)
- 2020 Armin Van Buuren - Million Voices (Blasterjaxx Remix)

| DJ MAG TOP 100 | 2013 | 2014 | 2015 | 2016 | 2017 | 2018 | 2019 | Blasterjaxx | 71 | 13 | 19 | 43 | 36 | 37 | 36 |

## Album
Il 7 Gennaio 2019 annunciano l'uscita del  loro primo album in studio chiamato PERSPECTIVE e il 19 Luglio dello stesso anno viene pubblicato
Tracklist
- 1) Intro
- 2) Otherside(ft.Drew Ryn)
- 3) Alice's Story
- 4) Let The Music Take Control(With W&W)
- 5) I
- 6) Children Of Today
- 7) Never Be Lonely(ft.Envy Monroe)
- 8) United(ft.Ziya)
- 9) Fire(ft.Forester)
- 10) II
- 11) Better
- 12) Wake Up(ft.Josie)
- 13) Hide Away(Fr.Envy Monroe)
- 14) Royal Beluga
- 15) Blast Off
- 16) Taking Over(With Kevu)
- 17) Wonderful Together(With DBSTF ft.Envy Monroe)
- 18) III
- 19) Super Friends(ft.Jack Wilby)
- 20) Our Luck(With Frontliner)
- 21) Children Of Today(Festival Mix)

## EP
- Dealer EP ("Dealer" & "Get Down")
- Reborn EP ("Reborn" & "Where we go")
- Koala EP ("Griffin", "Koala" & "Miami")
- XX Files EP "
- XX Files festival edition EP "
- Booster Pack EP "